# Dybowo (powiat szczycieński)
Dybowo (dawniej Schützendorf) – wieś w Polsce położona w województwie warmińsko-mazurskim, w powiecie szczycieńskim, w gminie Pasym. W latach 1975–1998 miejscowość należała administracyjnie do województwa olsztyńskiego.

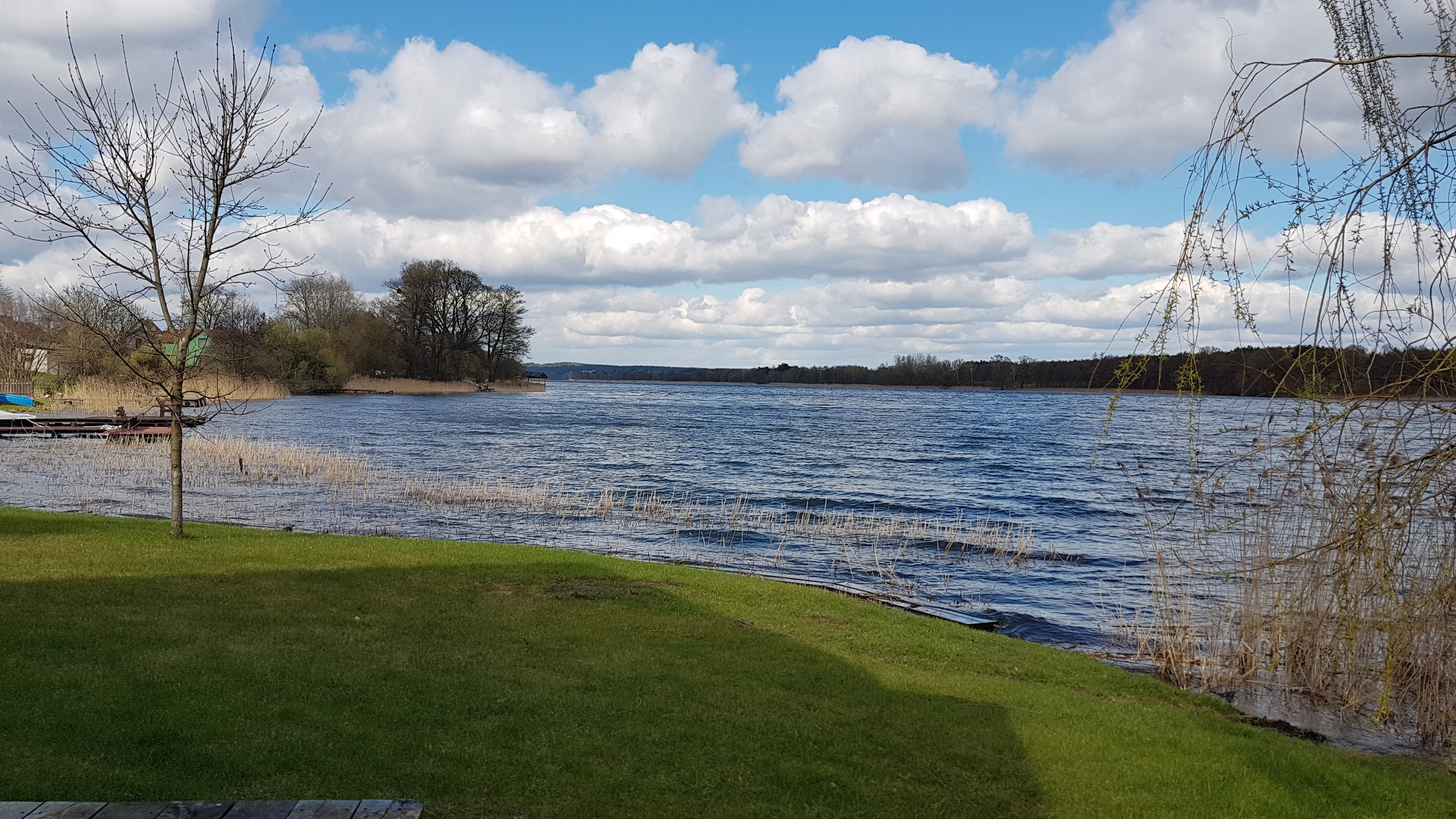
Jezioro Dybowskie

Wieś, położona na południe od Pasymia, o zwartej i murowanej zabudowie. Zachowały się czworaki z dawnego folwarku (wybudowane na początku XX w.). Za wsią znajduje się dawny cmentarz ewangelicki ze zbiorową mogiłą około 20 mieszkańców wsi, zabitych w styczniu 1945 r. przez żołnierzy Armii Czerwonej.
Wieś lokowana około 1394 r. Na 8 włókach w połowie XVII w. założono folwark książęcy, w którym szarwark odrabiali chłopi z Dybowa, Tylkowa i Rutek. Szkołę zbudowano w 1901 r.
Zobacz też: Dybowo, Dybów